# Walter Schäfer (Landrat)
Walter Viktor Schäfer (* 6. November 1906 in Konstanz; † 12. Januar 2001 in Kehl) war ein deutscher Verwaltungsjurist und Landrat.

## Leben
Als Sohn eines Lokomotivführers geboren, studierte Schäfer nach dem Besuch des Gymnasiums in Konstanz Rechtswissenschaften in Heidelberg und Tübingen. Während seines Studiums wurde er 1925 Mitglied der Burschenschaft Frankonia Heidelberg. 1928 wurde er Mitglied des NSDStB und 1931 der NSDAP. Nach seinen Examen 1931 und 1934 trat er in die badische Innenverwaltung ein. Während seines Referendariats war er 1933 Bezirksführer der Fachgruppe Referendare für den Landgerichtsbezirk Karlsruhe und 1935 Gaugruppenführer Jungjuristen im BNSDJ. 1935 war er beim Reichsnährstand, in der Landesbauernschaft Baden, von 1936 bis 1937 hauptamtlicher Beisitzer beim NSDAP-Gaugericht Baden. 1937 ging er an das Bezirksamt Konstanz, wo er 1938 zum Regierungsrat befördert wurde. 1940 nahm er für kurze Zeit im Kriegsdienst am Zweiten Weltkrieg teil, wurde dann aber Chef der Zivilverwaltung im Elsass als Landkommissar im Kreis Mülhausen, wo er 1942 zum Landrat bestellt wurde. Im Mai 1944 leistete er wieder Kriegsdienst und geriet in Kriegsgefangenschaft, aus der er 1948 wieder frei kam und dann als Bauhilfsarbeiter und ab 1949 als Rechtsanwalt in Karlsruhe arbeitete. 1951 wurde er Regierungsrat beim Landratsamt Offenburg, 1955 kommissarischer Landrat in Kehl. Dort wurde er 1956 vom Kreistag zum Landrat gewählt und blieb nach Wiederwahl 1963 bis zu seinem Ruhestand 1972 im Amt. Von 1968 bis 1982 war er Präsident und Ehrenpräsident des Bundes Deutscher Blasmusikverbände. Er war auch Vorsitzender der Arbeitsgemeinschaft Deutscher Blasmusik und ab 1975 Vorsitzender der Arbeitsgemeinschaft der Volksmusikverbände. Er war auch Präsident der Bundesvereinigung Deutscher Laienmusikverbände. 1956 war er Gründer und bis 1990 Vorsitzender, dann Ehrenvorsitzender der Vereinigung Alter Waffenstudenten in Kehl.

## Ehrungen
- Croix d’honneur der Confédération Internationale des Sociétés Musicales